# Wristcutters - Una storia d'amore
Wristcutters - Una storia d'amore (Wristcutters: A Love Story) è un film del 2007 diretto da Goran Dukić, tratto dal racconto Kneller's Happy Campers dello scrittore israeliano Etgar Keret.

## Trama
La pellicola è incentrata sulle vicende di Zia e del suo amore perduto, Desiree, che lo condurrà a togliersi la vita. 
Anziché semplicemente morire, Zia si ritrova intrappolato in un limbo dove sono relegati tutti coloro che hanno preferito il suicidio alla vita. Qui il giovane fa ben presto la conoscenza di Eugene, un musicista russo suicidatosi durante l'esecuzione di una canzone d'apertura per un concerto di Iggy Pop, residente in questo surreale mondo insieme ai genitori ed al fratello minore. 
Qualche tempo più tardi Zia viene a sapere che anche Desiree si è tolta la vita, ma per un motivo differente dal suo. Così Eugene e Zia inizieranno un viaggio alla ricerca della ragazza e soprattutto alla ricerca di se stessi.

## Riferimenti culturali
- Il personaggio di Eugene è per molti aspetti ispirato al leader del gruppo gypsy punk dei Gogol Bordello, Eugene Hütz (che viene tra l'altro menzionato dallo stesso Eugene nel corso del film, il quale infatti lo indica come uno degli artisti per cui ha aperto i concerti nella sua breve e fallimentare carriera). Lo stesso gruppo inoltre è stato coinvolto direttamente nella composizione della colonna sonora del film, avendovi fornito le canzoni Start Wearing Purple e Through the roof 'n underground.

## Produzione e accoglienza
Il film è stato prodotto con un budget di circa 1 milione di dollari. Originariamente si era optato per una fotografia a infrarossi super 16 mm (prodotta dalla Kodak), per poi decidere su normali pellicole manipolate in post-produzione.
Il film ha ricevuto un punteggio del 67% su Rotten Tomatoes e di 62/100 su MetaCritic; ha ricevuto una recensione positiva sul New York Times.

## Distribuzione
Il film è stato presentato in anteprima al Sundance Film Festival del 2006 e distribuito su DVD nel 2007.

## Premi
- 2006 - Sundance Film Festival
  - Candidatura per il Gran premio della giuria: U.S. Dramatic
- 2006 - Seattle International Film Festival
  - Miglior regista
- 2006 - Humanitas Prize
  - Miglior sceneggiatura
- 2006 - Motovun Film Festival
  - Premio del pubblico per il miglior film
- 2006 - Gen Art 06
  - Miglior lungometraggio
- 2006  - Philadelphia 06
  - Miglior lungometraggio
- 2007 - Independent Spirit Award
  - Candidatura per la miglior sceneggiatura d'esordio
  - Candidatura per il miglior film d'esordio